# Sergio Ballesteros
Pour les articles homonymes, voir Ballesteros.
Sergio Martínez Ballesteros est un footballeur espagnol, né le 4 septembre 1975 à Burjassot en Espagne.

## Carrière
- 1994-1996 :  Levante UD
- 1996 :  CD Tenerife (prêt)
- 1996-2000 :  CD Tenerife
- 2000-2001 :  Rayo Vallecano
- 2001-2004 :  Villarreal CF
- 2004-2008 :  RCD Majorque
- 2008-2013 :  Levante UD[2]

## Palmarès
- Espagne espoirs
  - 1998 : Vainqueur du Championnat d'Europe espoirs
- Villarreal CF
  - 2003, 2004 : Vainqueur de la Coupe Intertoto